# John Fitzgerald (rugby à XV)
Pour les articles homonymes, voir John FitzGerald (homonymie).
John Joseph Jude Fitzgerald, né le 31 août 1961 à Londres, est un joueur international irlandais de rugby à XV évoluant au poste de pilier.

## Biographie
Fitzgerald naît à Londres en 1961. Il est sélectionné à douze reprises dans l'équipe d'Irlande de rugby entre 1988 et 1994. Il est notamment membre de l'équipe irlandaise lors de la Coupe du monde 1995.